# Meromyza brevifasciata
Meromyza brevifasciata är en tvåvingeart som beskrevs av Lidia Ivanovna Fedoseeva 1974. Meromyza brevifasciata ingår i släktet Meromyza och familjen fritflugor. Inga underarter finns listade i Catalogue of Life.